# Кеса
Кеса (ісп. Quesa) — муніципалітет в Іспанії, у складі автономної спільноти Валенсія, у провінції Валенсія. Населення — 743 особи (2010).

## Географія
Муніципалітет розташований на відстані близько 290 км на південний схід від Мадрида, 49 км на південний захід від Валенсії.

## Демографія
Динаміка населення (INE ):

## Галерея зображень

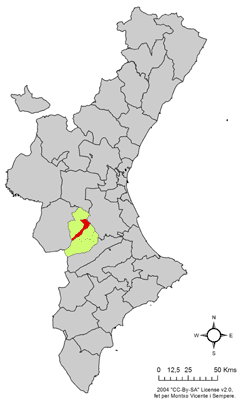
Розташування муніципалітету Кеса у автономній спільноті Валенсія
Розташування муніципалітету Кеса у комарці Каналь-де-Наваррес